# Isla Santo Tomás (Bulgaria)
La isla Santo Tomás (en búlgaro: остров св. Тома) también llamada Isla serpiente (Змийски остров, Zmiyski ostrov) es una isla de Bulgaria, en el Mar Negro, ubicada 5 km al norte de Primorsko. Tiene una superficie de 0,012 km² (equivalentes a poco más de 1 hectárea) y es el único lugar en Bulgaria, donde crecen cactus silvestres, traídos de Bratislava, Eslovaquia y plantados por orden del zar Boris III en 1933. Los cactus cubrieron la mayor parte de la isla desde entonces.
La isla Santo Tomás debe su nombre a una capilla dedicada al Santo del mismo nombre, que una vez existió en ella. La denominación «Isla de las Serpientes», es un nombre alternativo, que se refiere a las abundantes serpientes de agua gris que lo habitan y se alimentan de peces. La isla es parte de la reserva natural de Ropotamo y se encuentra 0,2 millas náuticas al sureste de Humata, en la Bahía Arkutino.